# Phoebe Kanyange
 (avril 2023).
Phoebe Kanyange est une femme politique rwandaise, actuellement membre de la Chambre des députés du Parlement du Rwanda En septembre 2016, elle a remplacé Christine Mukabunani comme porte-parole du Forum consultatif national des formations politiques.